# Гентин
Гентин (њем. Genthin) град је у њемачкој савезној држави Саксонија-Анхалт. Једно је од 8 општинских средишта округа Јериховер Ланд. Према процјени из 2010. у граду је живјело 16.004 становника. Посједује регионалну шифру (AGS) 15086040, NUTS (DEE06) и LOCODE (DE GNT) код.

## Географски и демографски подаци
Гентин се налази у савезној држави Саксонија-Анхалт у округу Јериховер Ланд. Град се налази на надморској висини од 49 метара. Површина општине износи 224,2 km². У самом граду је, према процјени из 2010. године, живјело 16.004 становника. Просјечна густина становништва износи 71 становника/km².